# 메기
메기(영어: Far Eastern catfish 또는 Japanese common catfish)는 메기목 메기과의 민물고기이다. 몸길이 30~100cm이다. 자신보다 작은 대부분의 수중동물을 잡아먹는다. 4개의 수염으로 먹이나 천적을 감지한다. 수염이 마치 고양이와 같다고 해서 영어로는 '캣피쉬'라고도 한다. 낮에는 바위나 돌 틈에 있지만, 밤에는 먹이를 찾아 활발하게 움직인다. 전체적으로 어두운 갈색에서 검은색 사이를 띄고 있다.

## 개요
몸길이 50-70㎝이나 때로는 150㎝ 이상인 것도 있다. 일반적으로 수컷이 암컷보다 크다. 몸빛깔은 녹갈색이며 불규칙한 얼룩무늬가 있고 비늘은 없다. 입은 크고 이빨은 잘며 입가에 세 쌍의 수염이 있는데, 모두 길다. 이 수염이 촉각과 미각을 담당하며, 어릴 때에는 수염이 두 쌍이지만 자라면서 한 쌍이 생겨난다. 몸의 표면은 점액으로 뒤덮여 있다. 물풀이나 바위그늘에 많이 서식하며 무리를 이루어 밤중 또는 탁한 물에서 활동하면서 새우, 플랑크톤, 모기 유충과 같은 수서곤충 및 작은 물고기, 올챙이, 개구리 등을 잡아먹는다. 산란기는 7-8월이며 물줄기가 좁은 곳이나 얕은 곳으로 이동하여 한천질에 싸인 청록색의 알을 낳는다.

## 메기의 살
메기의 살은 흰색이고, 한국에서는 매운탕을 끓여 먹는다. 지진이 일어나려고 하면 보통 때와 달리 매우 흥분하고 난폭해진다.

## 같이 보기
- 전기메기
- 가물치
- 잉어

## 관련 단체
- 전국메기양식협회

1. ↑  ITIS (gov)
2. ↑  Huckstorf, V. (2012). “Silurus asotus”. 《IUCN 적색 목록》 (IUCN) 2012: e.T166951A1156283. doi:10.2305/IUCN.UK.2012-1.RLTS.T166951A1156283.en. 2021년 11월 12일에 확인함.
3. ↑  《글로벌 세계대백과사전》, 〈메기〉

## 사진

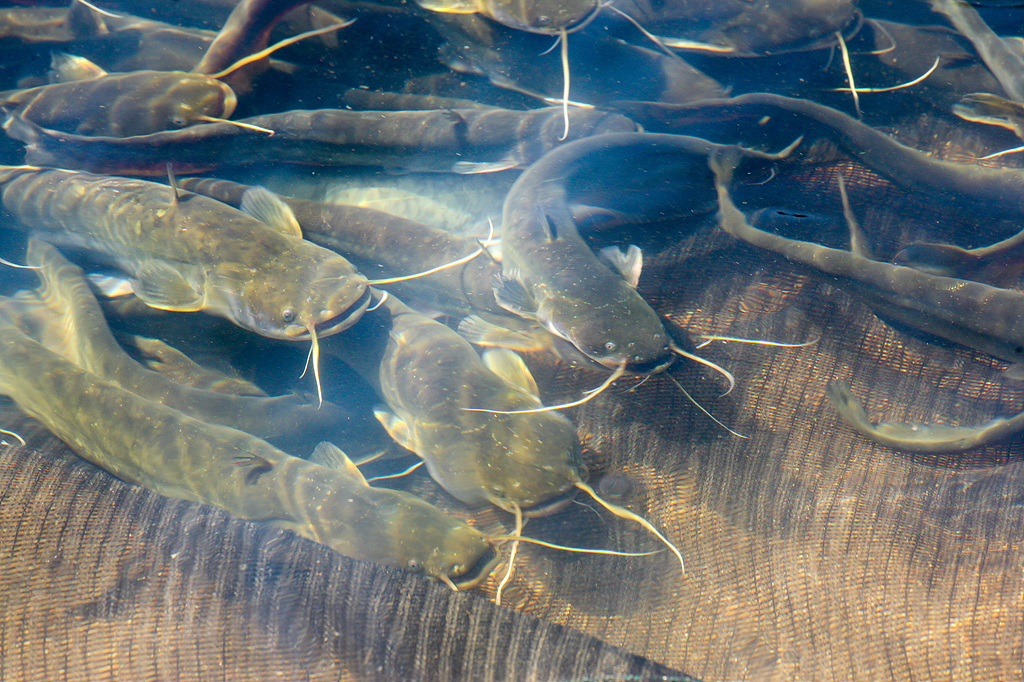
한국의 메기